# Arthrocardia corymbosa
Arthrocardia corymbosa (Lamarck) Decaisne, 1842 é o nome botânico de uma espécie de algas vermelhas pluricelulares do gênero Arthrocardia.
- São algas marinhas encontradas na África do Sul e Nova Zelândia.

## Sinonímia
- Corallina corymbosa Lamarck, 1815
- Amphiroa corymbosa (Lamarck) Decaisne, 1842
- Cheilosporum corymbosum (Lamarck) Decaisne, 1842